# Lycurus virgularoides
Lycurus virgularoides is een zachte koraalsoort uit de familie Primnoidae. De koraalsoort komt uit het geslacht Lycurus. Lycurus virgularoides werd in 1929 voor het eerst wetenschappelijk beschreven door Molander. 